# ECI2
ECI2 (англ. Enoyl-CoA delta isomerase 2) – білок, який кодується однойменним геном, розташованим у людей на короткому плечі 6-ї хромосоми. Довжина поліпептидного ланцюга білка становить 394 амінокислот, а молекулярна маса — 43 585.
| 10         |  | 20         |  | 30         |  | 40         |  | 50         |
| ---------- |  | ---------- |  | ---------- |  | ---------- |  | ---------- |
| MAMAYLAWRL |  | ARRSCPSSLQ |  | VTSFPVVQLH |  | MNRTAMRASQ |  | KDFENSMNQV |
| KLLKKDPGNE |  | VKLKLYALYK |  | QATEGPCNMP |  | KPGVFDLINK |  | AKWDAWNALG |
| SLPKEAARQN |  | YVDLVSSLSP |  | SLESSSQVEP |  | GTDRKSTGFE |  | TLVVTSEDGI |
| TKIMFNRPKK |  | KNAINTEMYH |  | EIMRALKAAS |  | KDDSIITVLT |  | GNGDYYSSGN |
| DLTNFTDIPP |  | GGVEEKAKNN |  | AVLLREFVGC |  | FIDFPKPLIA |  | VVNGPAVGIS |
| VTLLGLFDAV |  | YASDRATFHT |  | PFSHLGQSPE |  | GCSSYTFPKI |  | MSPAKATEML |
| IFGKKLTAGE |  | ACAQGLVTEV |  | FPDSTFQKEV |  | WTRLKAFAKL |  | PPNALRISKE |
| VIRKREREKL |  | HAVNAEECNV |  | LQGRWLSDEC |  | TNAVVNFLSR |  | KSKL       |

A: Аланін

C: Цистеїн

D: Аспарагінова кислота

E: Глутамінова кислота

F: Фенілаланін

G: Гліцин

H: Гістидин

I: Ізолейцин

K: Лізин

L: Лейцин

M: Метіонін

N: Аспарагін

P: Пролін

Q: Глутамін

R: Аргінін

S: Серин

T: Треонін

V: Валін

W: Триптофан

Кодований геном білок за функціями належить до ізомераз, фосфопротеїнів. 
Задіяний у таких біологічних процесах, як ацетилювання, альтернативний сплайсинг. 
Локалізований у мітохондрії, пероксисомах.